# Peru LNG
Peru LNG is een fabriek voor het maken van vloeibaar aardgas, lng, in Pampa Melchorita, Peru. Het is de eerste fabriek van dit soort in Zuid-Amerika.

## Beschrijving
Met de bouw werd in 2007 een aanvang gemaakt. De fabriek werd officieel in gebruik genomen op 10 juni 2010. De fabriek vergde een investering van $3,8 miljard en heeft een capaciteit van 4,4 miljoen ton lng per jaar. Er staan twee grote opslagtanks elk met een inhoud van 130.000 m³. 
Het aardgas komt uit de Camisea gasvelden van Repsol en Petrobras. Het gas wordt via 34-inch (860 mm) over een afstand van 408 kilometer naar de fabriek vervoerd. In 2013 verkocht Petrobras de belangen in drie olie- en het gasveld in Peru aan Petrochina.
De fabriek werd ontworpen en gebouwd door Chicago Bridge & Iron Company. De terminal waar de gastankers afmeren om het lng te laden is gebouwd door een consortium van Saipem, Jan De Nul Group en Odebrecht. De pier steekt circa een kilometer in zee en twee tankers kunnen tegelijk aanmeren.

## Eigenaren
De installatie wordt geëxploiteerd door het Peru LNG consortium. Partners in dit consortium zijn Hunt Oil Company met een belang van 50%, SK Energy (20%), Repsol (20%) en Marubeni (10%).
Door de verkoop van LNG nemen de overheidsinkomsten van Peru met circa $320 miljoen per jaar toe.